# Junco de Guadalupe
Junco insularis
Espèce
Statut de conservation UICN

EN : En danger
Synonymes
- Junco hyemalis insularis Ridgway, 1876

Le Junco de Guadalupe (Junco insularis) est un oiseau de la famille des passerellidae. L'espèce est endémique de l'île Guadalupe située dans l'océan Pacifique.

## Morphologie
Ce junco pèse entre 16 et 18 g. Il a une tête grise, des ailes et une queue noirâtre, la queue ayant cependant des bords blancs. Le ventre est blanc et les flancs présentent une coloration rousse. Les yeux sont noirs et le bec est de couleur grise. Il n'y a pas de dimorphisme sexuel entre le mâle et la femelle.

## Comportement

### Alimentation
Le Junco de Guadalupe se nourrit de graines et d'insectes, qu'il attrape parfois en vol.

### Reproduction
La reproduction a lieu de février à juin. Trois à quatre œufs sont pondus dans un nid volumineux fait d'herbe séchée, qui se trouve soit dans une dépression dans le sol ou dans les branches inférieures d'un arbre. Si la nourriture est abondante, les oiseaux se reproduisent apparemment deux fois par an.

## Répartition et habitat
Ce junco est endémique de l'île Guadalupe. Il vit principalement sur les hauteurs de cette île volcanique, dans les forêts de pin, de cyprès et de chêne. Il est également présent dans les stations de pieds de tabac sauvages sur la côte nord-est de l'île.
La population de juncos est difficile à évaluer mais semble avoir régressé depuis le début du XXe siècle. En 1901 Anthony, après 10 ans de visites occasionnelles, note que  "... les juncos se raréfient lentement mais sûrement."  Il attribue cette raréfaction aux chèvres, introduites par l'homme et qui détruisent la flore de l'île, et aux chats, qui s'en prennent aux oiseaux. En 1995 Howell et Webb estimaient la population à 50-100 individus mais en 2000 Unitt l'estimait plutôt à 1 000 individus. L'espèce est considérée comme en danger par le gouvernement mexicain et par l'organisation Birdlife International qui estime la population à 75-249 individus.

## Systématique
Le Junco de Guadalupe a été décrit pour la première fois par Ridgway en 1876. Ce junco a longtemps été considéré comme une sous-espèce du Junco ardoisé (Junco hyemalis) sous le nom de Junco hyemalis insularis. Son plumage ressemble beaucoup à celui de la sous-espèce Junco hyemalis mearnsi. Junco insularis se distingue toutefois de Junco hyemalis par sa taille plus réduite et son bec plus massif. Le chant des mâles est également différents, celui du Junco de Guadalupe étant plus variable que celui du Junco ardoisé. En 2013 une étude a montré que le Junco de Guadalupe était génétiquement distinct du Junco ardoisé et que les ressemblances de plumage et de couleur d'yeux entre Junco insularis et les juncos continentaux était le résultat d'une évolution convergente. À la suite de cette étude l'American Ornithological Society a décidé de considérer le Junco de Guadalupe comme une espèce à part entière.